# Warwick (Oklahoma)
Warwick és un poble dels Estats Units a l'estat d'Oklahoma. Segons el cens del 2000 tenia 235 habitants.

## Demografia
Segons el cens del 2000, Warwick tenia 235 habitants, 85 habitatges, i 66 famílies. La densitat de població era de 33,1 habitants per km².
Dels 85 habitatges en un 35,3% hi vivien nens de menys de 18 anys, en un 63,5% hi vivien parelles casades, en un 10,6% dones solteres, i en un 21,2% no eren unitats familiars. En el 18,8% dels habitatges hi vivien persones soles el 9,4% de les quals corresponia a persones de 65 anys o més que vivien soles. El nombre mitjà de persones vivint en cada habitatge era de 2,76 i el nombre mitjà de persones que vivien en cada família era de 3,09.
Per edats la població es repartia de la següent manera: un 28,5% tenia menys de 18 anys, un 8,5% entre 18 i 24, un 25,5% entre 25 i 44, un 23,4% de 45 a 60 i un 14% 65 anys o més.
L'edat mediana era de 38 anys. Per cada 100 dones de 18 o més anys hi havia 95,3 homes.
La renda mediana per habitatge era de 28.438 $ i la renda mediana per família de 36.250 $. Els homes tenien una renda mediana de 26.250 $ mentre que les dones 27.946 $. La renda per capita de la població era de 15.344 $. Entorn del 4,6% de les famílies i el 8,8% de la població estaven per davall del llindar de pobresa.

## Poblacions més properes
El següent diagrama mostra les poblacions més properes.